# Centre d'història de la Resistència i la Deportació
El Centre d'Història de la Resistència i la Deportació és un museu de Lió que pretén transmetre els valors que emanen de la resistència al nazisme i recordar la deportació i l'extermini durant la Segona Guerra Mundial.

## Descripció
En un principi, el centre fou fundat per antics resistents i deportats que voluntàriament volien recordar i transmetre a les noves generacions la seva experiència. A partir de l'any 1992 s'inaugura el nou centre dirigit per gestors culturals professionals que compten amb l'esforç dels antics fundadors. El nou centre s'estableix en un lloc de memòria important per a la ciutat de Lió: l'antiga seu de la policia i les forces de seguretat nazis dirigides per Klaus Barbie.
Els soterranis del centre foren utilitzats com a lloc d'interrogatori i tortura, i al final de la Segona Guerra Mundial els bombardejos aliats en destrueixen una part important. Actualment el CHRD compta amb una novedosa exposició permanent que recrea l'atmosfera dels anys d'ocupació nazi i de la resistència; dos espais per a exposicions temporals al voltant dels valors de la resistència, els drets de l'home i la història de la deportació; i finalment acull un important centre de documentació i recerca, que compta amb tota la informació existent sobre el judici a Klaus Barbie, documentació dels resistents durant i després de la Segona Guerra Mundial i nombrosos enregistraments de testimonis.

## Història
El juny de 1940 els nazis envaeixen França, que queda dividida en dues zones: la França ocupada al nord i la França lliure al sud. Lió forma part de la França lliure, però a partir de la invasió i repartiment de les zones d'influència del sud per part de les tropes alemanyes i italianes el novembre de 1942, la ciutat resta controlada per la Wehrmacht, l'exèrcit nazi. La policia i forces de seguretat nazis s'instal·len des d'aquell moment en l'Hotel Terminus, que es queda petit, i a la primavera de 1943 es traslladen a l'antiga escola de serveis de la sanitat militar (on avui hi ha instal·lat el Centre d'Història de la Resistència i la Deportació).
Des d'aquest centre es coordina tota la repressió a la ciutat de Lió (una de les ciutats més actives en la resistència contra l'ocupació) i les zones muntanyoses properes ocupades pels maquisards. El cap de la Gestapo, Klaus Barbie, anomenat el "carnisser de Lió", ordenava des d'aquest centre accions com la tristament coneguda deportació als camps d'extermini dels infants jueus de la Casa d'Izieu o la tortura i mort de Jean Moulin (el membre més destacat de la resistència francesa). Se li han atribuït milers d'assassinats, tortures i deportacions als camps d'extermini. L'any 1987 fou jutjat i condemnat a cadena perpètua per crims contra la humanitat.